# لارا پرازنیکار
لارا پرازنیکار (انگلیسی: Lara Prašnikar؛ زادهٔ ۸ اوت ۱۹۹۸) بازیکن فوتبال اهل اسلوونی است.
از باشگاه‌هایی که در آن بازی کرده‌است می‌توان به باشگاه فوتبال ۱.اف‌اف‌سی توربین پوتسدام اشاره کرد.
وی همچنین در تیم‌های ملی فوتبال Slovenia women's national under-17 football team، یوفا، و زنان اسلوونی بازی کرده‌است.